# Jean Bricaud
Jean vagy Joanny Bricaud (Neuville-sur-Ain, 1881. február 11. – Francheville, 1934. február 21.) francia okkultista, szabadkőműves és gnosztikus pap.

## Magánélete
Jean Bricaud parasztcsaládból származott, aki papnövendékként kezdte magasabb tanulmányait Meximieux-ban. Serdülőkorában okkultizmussal foglalkozó könyveket fedezett fel, melyek arra késztették őt, hogy megtagadja a papi szemináriumon folytatását. Lyonban telepedett le, és 1897-ben lépett be a Crédit Lyonnais bankba, ahol aztán egész életében dolgozott. 1905. október 7-én vette el Marie-Anne Neysson-t (1884-1958), akitől 1911-ben el is vált. 1929. december 2-án feleségül vette Eugenie-Antoinette Allemand-t (1884-1958), aki őt okkultista tevékenységeiben támogatta.

## Okkultista tevékenységei

### Találkozások, tanulmányok
Lyonban sok okkultistával volt alkalma megismerkedni, így többek között Dr. Emmanuel Lalande-dal (1868-1926), Gérard Encausse (Papus) közeli barátjával, aki bemutatta őt a mágikus praktikákat űző Nizier Anthelme Philippe-nek(fr) (1849-1905), aki Maître Philippe (Philippe mester) néven volt ismert. Bricaud Philippe lyoni "Gyakorlati Mágia Iskoláját" látogatta. Lyonban ismeretséget kötött Jacques Charrot-tal (1831-1911), a mágus és kabbalista mester Éliphas Lévi tanítványával.

### Gnosztikus Egyház
1901-ben Léonce Fabre des Essarts (1848-1917) a Francia vagy Valentiniánus Gnosztikus Egyház lyoni püspökévé szentelte Bricaud-t Tau Johannes egyházi néven, amelyet 1890-ben alapított Jules Doinel(en). 1907-ben aztán szakított Fabre des Essarts-szal, hogy saját egyházat alapítson Louis-Sophrone Fugairon és Papus közreműködésével Gnosztikus Katolikus Egyház néven. Bricaud lett 1908-ban az egyház patriarchája, majd ugyanebben az évben megváltoztatták a szervezet nevét Egyetemes Gnosztikus Egyház-ra. 1911-ben Papus a martinizmus hivatalos egyházává tette.

### Látók, mágia
Jean Bricaud bensőséges kapcsolatot ápolt a Eugène Vintras(fr) bűvköréhez tartozó okkultistákkal. Vintras többek között azt állította magáról, hogy ő Illés próféta reinkarnációja. Birtokában volt a sátánista Joseph-Antoine Boullan "Véres ostyák" című írásának, továbbá ő maga is írt könyvecskét az inkubuszokkal és szukkubuszokkal kapcsolatos gyakorlati módszerekről. Ezek mellett nagy hatást gyakorolt rá a La Salette-i Mária-jelenés is.

### Martinizmus, szabadkőművesség
1914-ben Bricaud Charles Détré (Teder) közreműködésével újjászervezte a martinista mozgalmat Jean-Baptiste Willermoz "regulája" szerint (Willermozizmus felé tolódás, "Lyoni rendek" kialakulása). Bricaud lett a Martinista Rend lyoni tartományi legátusa. Teder 1918-ban bekövetkezett halála után Bricaud lett a rend nagymestere. 1932 szeptemberében barátját, Constant Chevillont nevezte meg martinista utódjának.
Jean Bricaud Lyonba költözése után a szabadkőműves Memphis-Misraim Rítus tagja is lett, majd fokozatosan a Rítus Nagymesterévé vált.

## Művei
- J. Bricaud. Symbole de l'Église Gnostique, Catéchisme gnostique à l'usage des fidèles de l'Église catholique gnostique (francia nyelven). Lyon: Réveil gnostique (1907)
- J. Bricaud, Louis-Sophrone Fugairon. Exposition de la religion chrétienne, moderne, scientifique et philosophique, második kiadás (francia nyelven), Chacornac (1909)
- J. Bricaud. Huysmans, occultiste et magicien – avec une Notice sur les hosties magiques qui servirent à Huysmans pour combattre les envoûtements (francia nyelven). Chacornac (1913)
- J. Bricaud. J.-K. Huysmans et le satanisme – d'après des documents inédits (francia nyelven). Chacornac (1913)
- J. Bricaud. La messe noire ancienne et moderne (francia nyelven). Chacornac (1924)
- J. Bricaud. Les Illuminés d'Avignon (francia nyelven) (1927)
- J. Bricaud. Notes historiques sur le Rite ancien et primitif de Memphis-Misraïm (francia nyelven) (1933)
- J. Bricaud. Notice historique sur le martinisme, Lyon, Édition des Annales initiatiques (francia nyelven) (1935)
- Méthode pratique pour l'incubat et le succubat (francia nyelven), anonim kiadású Bricaud mű

## Fordítás
- Ez a szócikk részben vagy egészben  a   Jean Bricaud című francia Wikipédia-szócikk fordításán alapul.  Az eredeti cikk szerkesztőit annak laptörténete sorolja fel. Ez a jelzés csupán a megfogalmazás eredetét és a szerzői jogokat jelzi, nem szolgál a cikkben szereplő információk forrásmegjelöléseként.